# Grille
El 15 cm sIG 33 (Sf) auf Panzerkampfwagen 38(t), també conegut com a Grille (en alemany: "grill") va ser una sèrie de vehicles d'artilleria autopropulsats utilitzats per l'Alemanya nazi durant la Segona Guerra Mundial. La sèrie Grille es basava en el xassís del tanc txec Panzer 38(t) i utilitzava un canó d'infanteria sIG 33 de 15 cm.

## Desenvolupament

### Grille Ausf. H
La comanda original de 200 unitats s'havia de basar en el xasssís del Panzer 38 (t) Ausf. M que BMM (Böhmisch-Mährische Maschinenfabrik) estava desenvolupant, però els retards van fer que la producció comencés amb el xassís del Panzer 38(t) Ausf. H.
La primera variant del Grille es va basar en el Panzer 38(t) Ausf. Xassís H, que tenia el seu motor a la part posterior. En lloc d'una torreta, el vehicle tenia una superestructura baixa i un compartiment de combat, El schweres Infanteriegeschütz 33 (canó d'infanteria pesant) de 15 cm es va muntar a la part davantera d'aquest compartiment blindat.
Un total de 200 (inclòs un prototip) es van produir a la fàbrica BMM (antiga ČKD Praga) de Praga de febrer a juny de 1943, 10 més es van construir el novembre de 1943. La designació oficial era 15 cm Schweres Infanteriegeschütz 33 (Sf) auf Panzerkampfwagen 38(t) Ausf. H (Sd.Kfz. 138/1).

### Grille Ausf. M
La segona variant del Grille es va basar en el xassís del Panzer 38(t) Ausf. M dissenyat específicament per a muntatges autopropulsats. El motor es va traslladar al centre del vehicle, per la qual cosa es va poder muntar l'arma a la part posterior. El compartiment de combat a la part posterior del vehicle era una mica més petit i més alt que en la versió anterior. El canó principal també era el schweres Infanteriegeschütz 33 de 15 cm.
Des del desembre de 1943 fins al setembre de 1944 es van produir un total de 162 vehicles. Es van construir 17 vehicles més el 1945 per a una producció total de 179. La designació oficial era 15 cm Schweres Infanteriegeschütz 33/1 auf Selbstfahrlafette 38(t) (Sf) Ausf. M (Sd.Kfz. 138/1)

### Porta municions
Com que el Grille tenia un emmagatzematge limitat de municions, una variant dedicada del Grille Ausf. K es va construir com a Munitionspanzer 38(t) (Sf) Ausf. K (Sd.Kfz. 138/1). Portava bastidors de municions en lloc del canó principal, però es podia tornar a la configuració normal en campanya muntant-hi el canó de 15 cm. La producció va ascendir a 102 vehicles.